# Norddeutscher Rundfunk

Logo mit ARD-Dachmarke

Der Norddeutsche Rundfunk (NDR) ist eine gemeinsame Landesrundfunkanstalt für die Freie und Hansestadt Hamburg und die Länder Mecklenburg-Vorpommern, Niedersachsen und Schleswig-Holstein. Der Sitz des NDR ist Hamburg.
Der NDR entstand 1954 durch die Spaltung des NWDR in NDR und WDR. Am 1. April 1956 nahm er den Sendebetrieb auf. Er ist Mitglied der ARD und hat die Rechtsform einer gemeinnützigen Anstalt des öffentlichen Rechts. Beim NDR waren zum Jahresende 2015 insgesamt 3.426,5 Mitarbeiter (Planstellen) beschäftigt. Mit dem 1929 von der NORAG begründeten Hamburger Hafenkonzert strahlt NDR 90,3 am Sonntag von 6 bis 8 Uhr morgens die älteste bestehende Radiosendung der Welt aus.

## Auftrag
Der NDR ist die Landesrundfunkanstalt für die Länder Hamburg, Mecklenburg-Vorpommern, Niedersachsen und Schleswig-Holstein. Sein Programm soll die Bürgerinnen und Bürger dieser Länder informieren, bilden, beraten, unterhalten und insbesondere Beiträge zur Kultur anbieten. Im NDR-Staatsvertrag ist auch die angemessene Berücksichtigung der vielfältigen norddeutschen Regionen sowie ihrer Kultur und Sprache im Programm vermerkt. Deshalb soll der NDR sein Programm auch grundsätzlich in allen vier Ländern seines Sendegebiets herstellen.
§ 50 des NDR-Staatsvertrags ermöglicht, dass weitere Bundesländer dem Staatsvertrag beitreten können (z. B. Bremen).

## Finanzierung
Beitragseinnahmen des NDR aus dem Rundfunkbeitrag:
| Jahr | Beitragseinnahmen  | Quelle |
| ---- | ------------------ | ------ |
| 2013 | 949.968.515,85 €   | [ 9 ]  |
| 2014 | 1.025.389.521,78 € | [ 10 ] |
| 2015 | 988.625.118,66 €   | [ 11 ] |
| 2016 | 972.061.911,48 €   | [ 12 ] |
| 2017 | 968.918.797,00 €   | [ 13 ] |
| 2018 | 965.542.497,11 €   | [ 14 ] |
| 2019 | 971.965.802,27 €   | [ 15 ] |

## Standorte des NDR

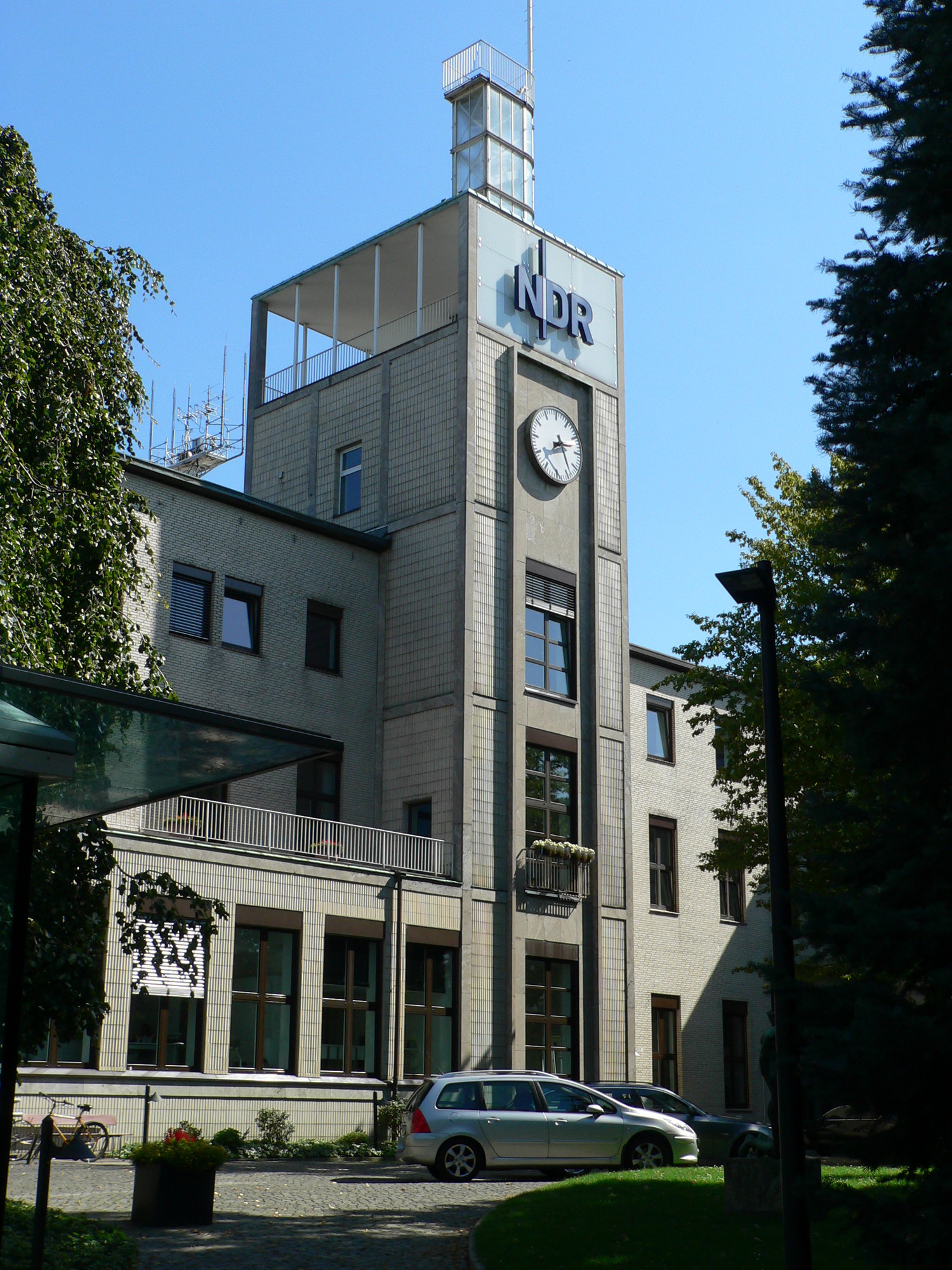
Verwaltung und Hörfunk des NDR in Hamburg-Harvestehude

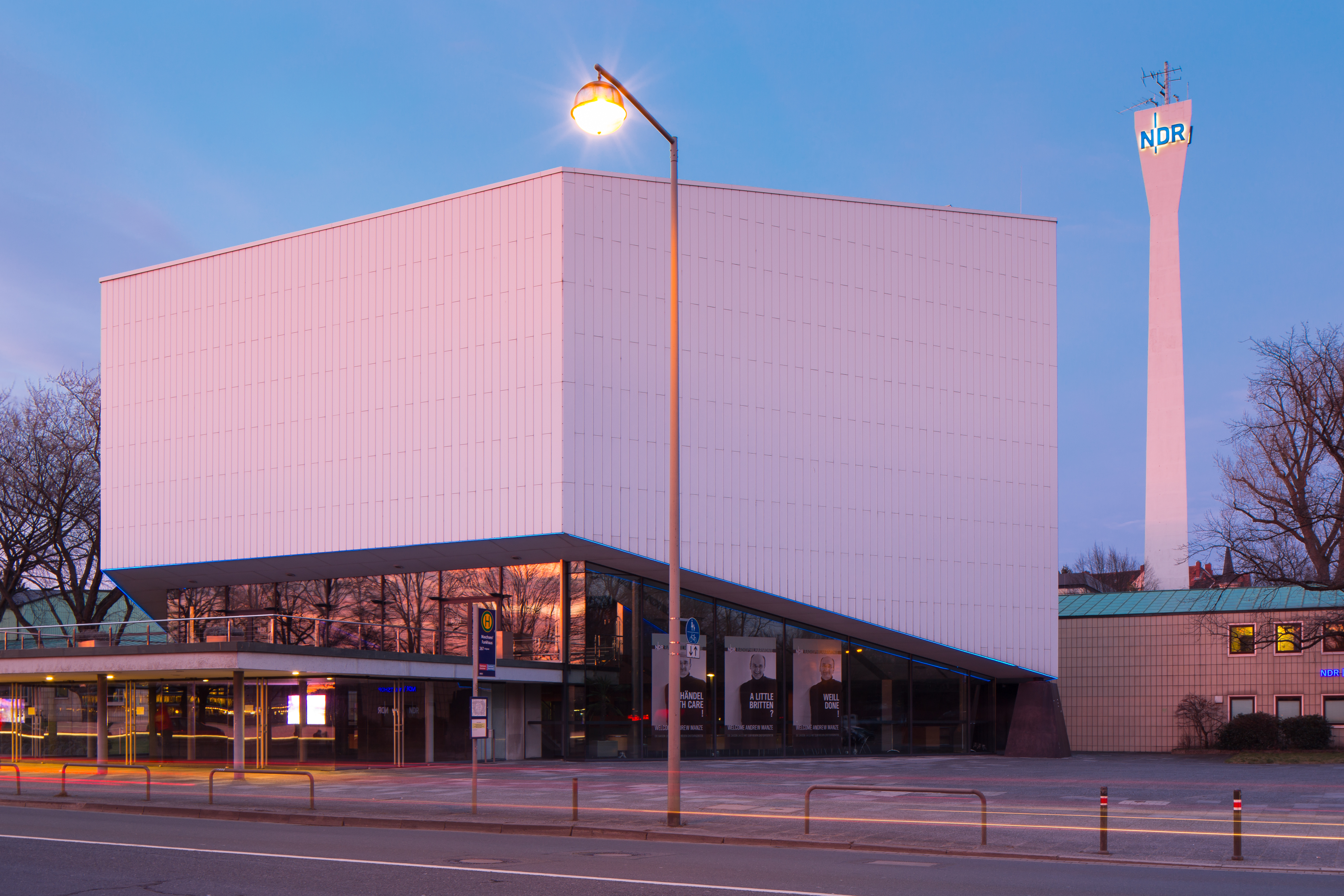
NDR-Landesfunkhaus Niedersachsen in Hannover

Der Sitz des NDR ist Hamburg. In der Stadt hat der Sender zwei größere Standorte: das Funkhaus an der Rothenbaumchaussee in Harvestehude mit der Intendanz, der Verwaltung und großen Teilen des Hörfunks sowie ein Gelände in Lokstedt. In Lokstedt ging 1953 das Fernsehstudio des damaligen NWDR in Betrieb, aus dem das NDR-Fernsehzentrum entstand. Zuletzt wurden auch Teile des Hörfunks nach Lokstedt verlagert.
In den Landeshauptstädten Hannover, Kiel und Schwerin sowie in Hamburg befinden sich Landesfunkhäuser für Hörfunk und Fernsehen, die vorwiegend Regionalprogramme für das jeweilige Land gestalten. Darüber hinaus unterhält der NDR in mehreren Städten seines Sendegebiets Regionalstudios und Korrespondentenbüros:
- Niedersachsen: Studios in Braunschweig, Göttingen, Lüneburg, Oldenburg, Osnabrück; Korrespondentenbüros in Lingen/Emsland, Cuxhaven, Esens/Ostfriesland, Vechta, Verden (Aller), Hameln/Weserbergland und Wilhelmshaven.
- Schleswig-Holstein: Studios in Flensburg (NDR-Studio Flensburg), Heide, Kiel, Lübeck und Norderstedt.
- Mecklenburg-Vorpommern: Studios in Greifswald, Neubrandenburg und Rostock.

Der NDR betreibt die ARD-Auslandsstudios in London, Stockholm, Peking, Tokio und Singapur. Die Leitung des ARD-Studios in Washington, D.C. wechselt regelmäßig zwischen NDR und WDR. Daneben ist der Sender am ARD-Hauptstadtstudio in Berlin sowie an den ARD-Studios in Moskau, Warschau, Brüssel, New York City und Los Angeles beteiligt.
Der NDR beherbergt in Hamburg-Lokstedt zudem die Nachrichten-Redaktion ARD-aktuell. Die Gemeinschaftseinrichtung der ARD-Anstalten publiziert unter anderem die Tagesschau und weitere journalistische Angebote unter dieser Medienmarke.

## Programme

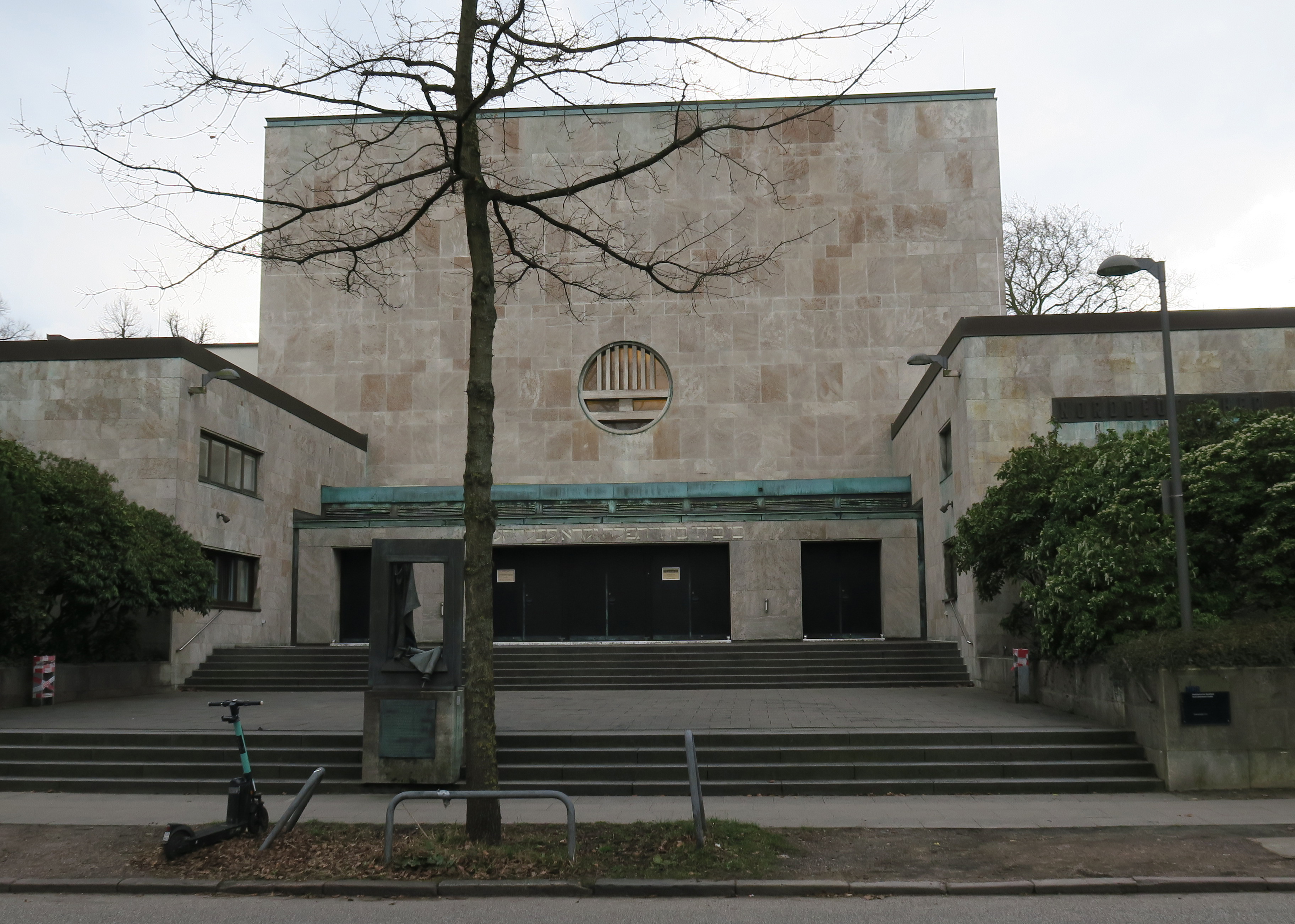
Ehemalige Reformsynagoge Oberstraße, Hamburg, Rolf-Liebermann-Studio des NDR

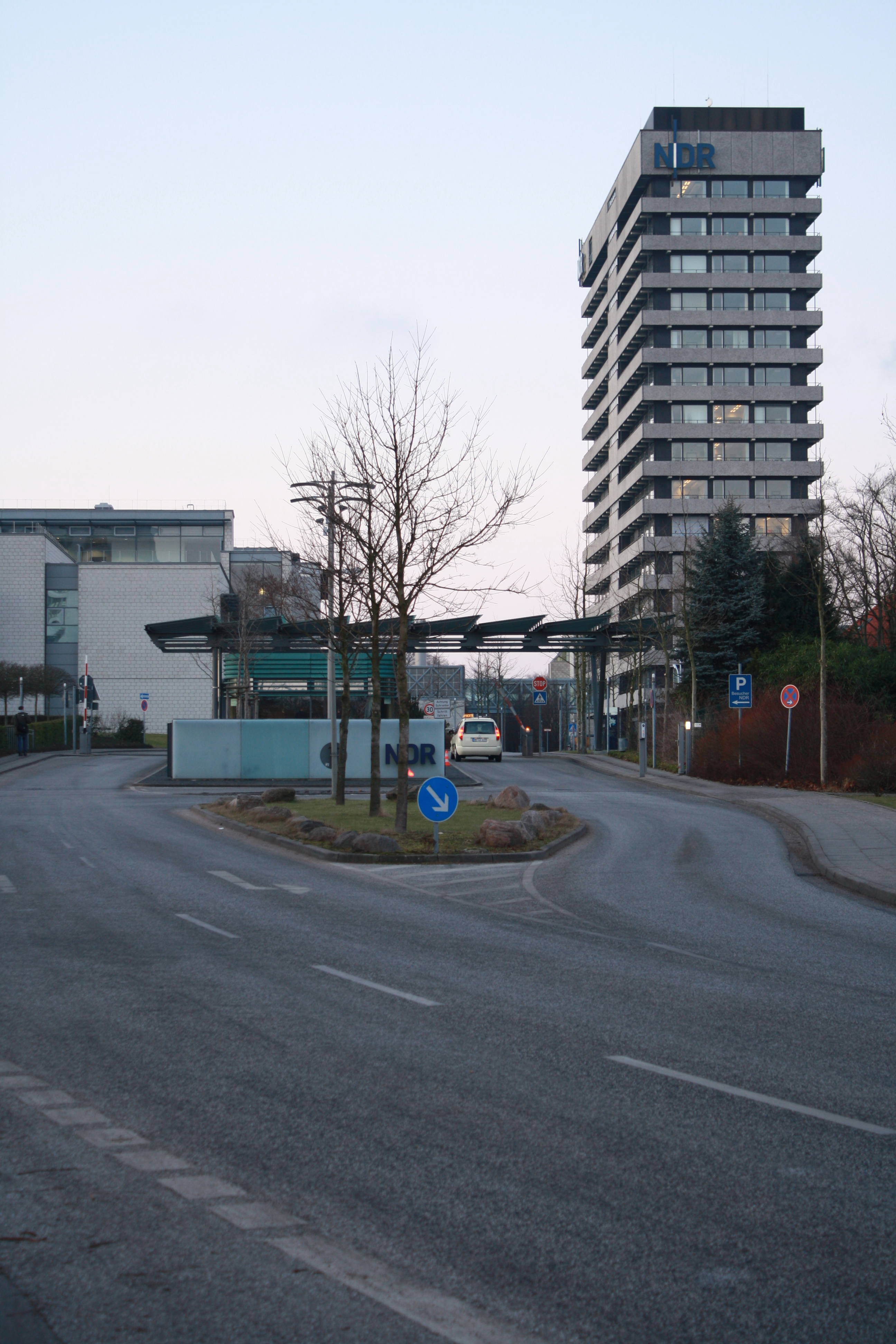
Eingang zum Gelände des NDR-Fernsehens in Hamburg-Lokstedt

Der NDR produziert alleinig oder steuert Inhalte an folgenden Rundfunk- bzw. Fernsehanstalten Fernseh- und Hörfunkprogramme bei:

### Fernsehen
- Das Erste (Erstes Deutsches Fernsehen) – Gemeinschaftsprogramm der ARD
- NDR Fernsehen (ehemals N3 bzw. Norddeutsches Fernsehen) – regionales Fernsehprogramm für Hamburg, Niedersachsen, Mecklenburg-Vorpommern, Schleswig-Holstein und Bremen (in Bremen gemeinsam mit Radio Bremen)
- Phoenix – gemeinsamer Ereigniskanal der ARD und des ZDF
- KiKA – Kinderkanal von ARD und ZDF
- Arte – deutsch-französischer Kulturkanal
- 3sat – Kulturkanal von ARD, ZDF, ORF und SRF
- tagesschau24 – Informationssender
- One – Dokumentations- und Unterhaltungssender

### Beitrag zum GemeinschaftsprogrammDas Erste
Zu den Programminhalten des Fernsehprogramms Das Erste, dem Gemeinschaftsfernsehprogramm der neun öffentlich-rechtlichen Regionalrundfunkanstalten, die in der ARD organisiert sind, trägt der NDR 17,45 % bei. Damit liegt der NDR hier nach dem WDR und dem SWR auf Platz 3.
Unter anderem ist beim NDR in Hamburg die Nachrichtenredaktion ARD-aktuell angesiedelt. Dort werden die Tagesschau, die Tagesthemen und der Nachrichtensender tagesschau24 produziert. Der NDR war die verantwortliche Rundfunkanstalt für die Talkshow Anne Will, die sie bis zur Einstellung im Dezember 2023 im Auftrag von der Will Media GmbH produzieren ließ. 2024 übernahm der Polittalk Caren Miosga den Sendeplatz, moderiert von der gleichnamigen Moderatorin.
Außerdem hat der NDR die deutsche Federführung für den Eurovision Song Contest und repräsentiert somit die ARD bei einer der größten internationalen Medienveranstaltungen. Nachdem Lena den Wettbewerb 2010 in Oslo hatte für sich entscheiden können, war der NDR für die Ausrichtung des Eurovision Song Contest 2011 in Düsseldorf verantwortlich.

### Hörfunk
Der NDR produziert in den vier Landesfunkhäusern je ein Landesprogramm pro Bundesland, nämlich
- NDR 90,3 – für Hamburg
- NDR 1 Niedersachsen – für Niedersachsen aus Hannover mit starker Regionalberichterstattung, Oldies, Pop und deutschen Kulthits
- NDR 1 Welle Nord – für Schleswig-Holstein aus Kiel mit teilweiser Regionalisierung, Hits, Oldies und deutschsprachige Musik
- NDR 1 Radio MV – für Mecklenburg-Vorpommern aus Schwerin mit teilweiser Regionalisierung

Im ganzen Sendegebiet werden die sogenannten Zentralprogramme aus Hamburg ausgestrahlt, nämlich
- NDR 2 – Popwelle. NDR 2 darf als einziges NDR-Hörfunkprogramm Werbesendungen ausstrahlen
- NDR Kultur (ehemals NDR 3 bzw. Radio3 als befristete Kooperation mit SFB und ORB) – Klassik-dominiertes Kulturprogramm
- NDR Info (ehemals NDR 4 bzw. NDR 4 Info) – Informationsradio
- NDR Info Spezial – erweiterte Version von NDR Info mit Seewetterberichten, Ausländerprogramm und Sportübertragungen – Verbreitung ausschließlich über Kabel, DVB-S, DAB+ & Webstream
- N-Joy (ehemals N-Joy Radio) – Jugendradio

Daneben gibt es zwei ausschließlich digital ausgestrahlte Programme, nämlich
- NDR Blue – Musikprogramm mit Musik abseits des Mainstreams – Verbreitung ausschließlich über DAB+, DVB-C, DVB-S, Webstream und diverse Kabelnetze
- NDR Schlager – Schlagerradio – Verbreitung ausschließlich über DAB+, DVB-S und Webstream. NDR Schlager wird aus dem Landesfunkhaus Niedersachsen in Hannover gesendet.

### Online
Mit NDR.de betreibt der NDR ein Online-Angebot, verantwortet vom Programmbereich Online & Multimedia, der den Programmdirektionen Hörfunk (federführend) und Fernsehen zugeordnet ist. Auf der Website werden Meldungen aus den Bereichen Nachrichten, Sport, Ratgeber, Unterhaltung und Kultur bereitgestellt.
Außerdem publiziert der Norddeutsche Rundfunk via YouTube-Beiträge in Form von Dokumentationen, welche auf einem Kanal namens „NDR Doku“ zur Verfügung gestellt werden.

## Institutionen im NDR

### NDR Media GmbH
Im März 2006 wurde die NDR Media GmbH als hundertprozentiges privatwirtschaftliches Tochterunternehmen des öffentlich-rechtlichen NDR gegründet. Sie fungiert als Finanzholding für Tochterunternehmen und Beteiligungen des Senders. Die Media GmbH arbeitet als sogenannter Mediendienstleister dem NDR zu. Über die Media GmbH vermarktet die Anstalt Werbezeiten im Hörfunk und Fernsehen. Das NDR Event- und Kooperationsmarketing, Sponsoring durch den NDR und der NDR Ticketshop sind im Eigentum der GmbH.

### Klangkörper
Der NDR verfügt in der Abteilung „Orchester, Chor und Konzerte“, die der „Programmdirektion Hörfunk“ unterstellt ist, über vier eigene Klangkörper:
- NDR Elbphilharmonie Orchester

Das Orchester wurde 1945 als „Sinfonieorchester des NWDR“ in Hamburg gegründet und von 1955 bis 2016 vom NDR als „NDR Sinfonieorchester“ weitergeführt. 2016 wurde der Name geändert in NDR Elbphilharmonie Orchester. Chefdirigenten waren u. a. Hans Schmidt-Isserstedt, Günter Wand, John Eliot Gardiner, Christoph Eschenbach, Christoph von Dohnányi und Thomas Hengelbrock.
- NDR Radiophilharmonie

Das 1950 als „Rundfunkorchester Hannover des NWDR“ gegründete Orchester heißt seit 2003 „NDR Radiophilharmonie“. Chefdirigenten waren u. a. Willy Steiner, Bernhard Klee und Eiji Ōue. Für genreübergreifende Konzerte tritt das Orchester auch unter dem Namen „NDR Pops Orchestra“ auf.
- NDR Chor

Der Chor wurde 1946 vom damaligen NWDR in Hamburg gegründet und trägt seit 1955 seinen heutigen Namen; er ist insbesondere der Alten Musik verpflichtet, widmet sich jedoch auch zeitgenössischer Musik.
- NDR Bigband

Gegründet 1945 vom damaligen NWDR, wird sie seit 1955 vom NDR in Hamburg weitergeführt. Seit 1971 trägt sie ihren heutigen Namen. Zuvor hieß sie „NDR-Studioband“.

## Verbreitungswege und Sendernetz
Der Norddeutsche Rundfunk betreibt in Niedersachsen, Schleswig-Holstein und Hamburg ein eigenes Sendernetz zur terrestrischen Ausstrahlung seiner Hörfunk- und Fernsehprogramme. In Mecklenburg-Vorpommern werden diese Leistungen im Auftrag und auf Rechnung des NDR vom Unternehmen Uplink Network GmbH erbracht.
An 16 Standorten betreibt der NDR eigene Grundnetzsender (NDR-Bezeichnung, ggf. Ort/Gemeinde):
- Aurich (Popens)
- Bungsberg (Bungsberg)
- Cuxhaven (Altenwalde)
- Dannenberg (Zernien)
- Flensburg (Vogelsang)
- Hamburg (Moorfleet)
- Hannover (Hemmingen)
- Harz-West (Torfhaus)
- Heide (Welmbüttel)
- Kiel (Kronshagen)
- Lingen
- Neumünster (Armstedt/Hasenkrug)
- Osnabrück (Engter)
- Stadthagen (Bückeberg)
- Steinkimmen
- Visselhövede

In Lübeck betreibt der NDR einen eigenen UKW-Sender, den Sender Lübeck-Wallanlagen. Dazu kommt eine Vielzahl von NDR-eigenen Füllsendern und Sendern der Deutschen Funkturm, die im Auftrag und auf Rechnung des NDR betrieben werden.
Ab Mai 1951 betrieb der NDR mit weiteren ARD-Anstalten im Kreis Pinneberg die NDR-Mess- und Empfangsstation Wittsmoor zur Überwachung der Rundfunkbänder. Inzwischen wird dieser Standort als Sender Wedel genutzt.

## Geschichte

### Die Anfänge bis 1945
1924 wurde in Hamburg die „Nordische Rundfunk AG“ (NORAG) gegründet, die am 2. Mai 1924 ihren Sendebetrieb aufnahm. Im Mai 1925 entstand in Berlin als Dachorganisation der regionalen Rundfunkgesellschaften im Deutschen Reich die Reichs-Rundfunk-Gesellschaft (RRG), der auch die NORAG beitrat. Seit 1928 wurden die Sendungen in der Rothenbaumchaussee in Hamburg produziert. 1933 wurde die Nordische Rundfunk AG in die „Norddeutsche Rundfunk GmbH“ umgewandelt. Nach der Machtergreifung der NSDAP wurden die regionalen Gesellschaften zu Filialen der Reichs-Rundfunk-Gesellschaft.
Der Sender erhielt im Sommer 1933 eine Eindrahtantenne, die in Form eines Bronzedrahts senkrecht von dem 145 Meter hohen Funkturm in der Nähe des Bahnhofs Billwerder-Moorfleth herabhing. Hier steht auch heute noch die Sendeantenne Billwerder-Moorfleet. Die Sendeleistung betrug 60 kW. Nach dem Luzerner Wellenplan änderte sich die Sendefrequenz von 806 auf 904 kHz.
Ab dem 1. April 1934 waren die bisherigen Namen nach dem Schema: Reichssender (Sitz) vereinheitlicht und der Norddeutsche Rundfunk wurde zum Reichssender Hamburg. Er war damit Teil des deutschen Einheitsrundfunks, der ab dem 1. Januar 1939 unter dem Namen Großdeutscher Rundfunk sendete.

### NWDR-Zeit

Logo des NWDR

Wenige Tage vor der deutschen Kapitulation übernahm die britische Armee am 4. Mai 1945 den Reichssender Hamburg, der als „Radio Hamburg“ zunächst weiter sendete.
Am 22. September 1945 wurde unter der Kontrolle der britischen Militärregierung der „Nordwestdeutsche Rundfunk“ (NWDR) zur gemeinsamen Rundfunkanstalt für die gesamte britische Zone einschließlich Berlin. Hauptsenderstandort war Hamburg. In Köln befand sich ein weiteres, durch den Krieg stark zerstörtes Funkhaus (Dagobertstraße 38), das den Sendebetrieb provisorisch am 26. September 1945 aufnehmen konnte. Von hier aus sendete die Anstalt ihr einstündiges Programm auf eigener Welle. Vom 1. Januar 1946 an begann der Gleichwellenbetrieb des Senders Langenberg mit dem Sender Hamburg-Moorfleet und ab Mitte August 1946 wurde noch der NWDR Berlin integriert. Der NWDR wurde am 30. Dezember 1947 von der Militärregierung übergeben und durch Rundfunkgesetz zu einer Anstalt des öffentlichen Rechts für die Länder Hamburg, Niedersachsen, Schleswig-Holstein, Nordrhein-Westfalen und Berlin. Die Führung des NWDR blieb jedoch britisch, denn Erster Generaldirektor war ab dem 1. Januar 1948 noch Hugh Carleton Greene, dem Chief Controller der BBC.
Die englischen Besatzungsbehörden hatten nicht nur für die rasche Wiederaufnahme des Rundfunkbetriebs gesorgt, sondern auch für Schulfunksendungen unter ihrer Kontrolle. Hierbei hatte der Reformpädagoge und Schriftsteller Wilhelm Lamszus die Chance, an seine Tätigkeit bei der NORAG, der 1924 gegründeten „Norddeutschen Rundfunk AG“, anzuknüpfen. Über „Kinder vor dem Mikrofon“ berichtet er in seinen Erinnerungen.
In den Jahren 1945 und 1946 wurden zwei Orchester gegründet, das Sinfonieorchester mit seinem Dirigenten Hans Schmidt-Isserstedt und das Rundfunkorchester mit seinem Dirigenten Walter Martin, der dieses bis zu seinem Tod 1964 leitete. Danach wurde es aufgelöst bzw. integriert in das bereits seit 1950 bestehende Rundfunkorchester des Senders Hannover.
Der NWDR strahlte zunächst nur ein Programm (später NWDR 1) aus. Ab 1950 folgten auf UKW zwei regionale Hörfunkprogramme, UKW Nord (später NDR 2) und UKW West (später WDR 2). Im gleichen Jahr war der NWDR Gründungsmitglied der ARD. Zwei Jahre später (1952) war der NWDR maßgeblich für den Wiederbeginn des Fernsehens in Deutschland verantwortlich.
Zum 1. Juni 1954 schied der neu gegründete Sender Freies Berlin (SFB) aus dem NWDR aus, um für West-Berlin eigenständige Programme auszustrahlen. Im gleichen Jahr startete das gemeinsame Fernsehprogramm der ARD.

### NDR als Drei-Länder-Anstalt

Ehemaliges Logo des NDR (bis 1980)

Im Februar 1955 regelten die Länder Hamburg, Niedersachsen, Schleswig-Holstein und Nordrhein-Westfalen den Rundfunk in ihren Ländern neu. Infolgedessen wurde der NWDR in zwei eigenständige Rundfunkanstalten aufgeteilt, der „Norddeutsche Rundfunk“ mit Sitz in Hamburg sollte künftig für die Länder Hamburg, Niedersachsen und Schleswig-Holstein und der „Westdeutsche Rundfunk“ mit Sitz in Köln für das Land Nordrhein-Westfalen Rundfunksendungen veranstalten.
Am 1. Januar 1956 starteten die beiden neuen Sendeanstalten mit ihren eigenen Radiosendungen. Den Fernsehbereich übernahm ab 1. April 1956 zunächst noch der „Nord- und Westdeutsche Rundfunkverband“ (NWRV) bis 1961. Dann waren beide Sendeanstalten auch im Fernsehbereich für ihr jeweiliges Sendegebiet verantwortlich.
Der NDR sendete ab 1956 zunächst zwei Hörfunkprogramme, NDR/WDR 1 und NDR 2, und lieferte seinen Anteil zum ARD-Gemeinschaftsprogramm des Deutschen Fernsehens. Das erste Radioprogramm wurde noch bis Ende 1980 gemeinsam mit dem WDR veranstaltet, wobei es einen wöchentlichen Wechsel gab. So sendete der NDR in der ersten Woche von 5 bis 15 Uhr, der WDR übernahm dann den Rest des Tages. In der zweiten Woche war es umgekehrt. Die gemeinsamen Wurzeln im NWDR sind im Radioprogramm von NDR und WDR immer noch zu finden. So wird eine der ältesten Zeitfunk-Sendungen im deutschen Radio, das Echo des Tages, noch im wöchentlichen Wechsel von NDR und WDR gestaltet und ist auf NDR Info und WDR 5 gleichzeitig zu hören. Ebenso verhält es sich montags bis sonnabends zwischen 13:05 Uhr und 14:00 Uhr mit der Sendung Mittagsecho. Zwischen 23:30 Uhr bis 24:00 Uhr gab es bis Ende 2020 ebenso die Sendung Berichte von heute, wobei diese sogar immer noch mit der alten Erkennungsmelodie Wade in the water des Ramsey-Lewis-Trios eingeleitet bzw. angekündigt wurde (in der wöchentlich wechselnden NDR-Version war zudem noch der alte Off-Sprecher belassen worden, der die Sendung ankündigte). Der redaktionelle Wechsel erfolgte dergestalt, dass für den Fall, dass die eine Landesrundfunkanstalt während einer Woche das Mittagsecho und das Echo des Tages redaktionell verantwortete, die andere die Berichte von heute gestaltete. In einem gelegentlich stattfindenden Wechsel übernahmen auch Informationskanäle anderer Landesrundfunkanstalten die Sendung Berichte von heute, so Radio Bremen und auch der Saarländische Rundfunk.
Am 1. Dezember 1956 startete der NDR sein 3. Hörfunkprogramm NDR 3, das von 1962 bis 1973 gemeinsam mit dem SFB veranstaltet wurde.
Am 4. Januar 1965 startete der NDR zusammen mit Radio Bremen und dem SFB mit der Ausstrahlung eines eigenen „Dritten Fernsehprogramms“ (zunächst als „III. Fernsehprogramm der Nordkette“ (kurz „Das Dritte“), später N3 (was für Nord 3 steht)), das bald zu einem Vollprogramm im rundfunkrechtlichen Sinne ausgebaut wurde und inzwischen auch über Satellit in nahezu ganz Europa zu empfangen ist. Das Studio Kiel nahm am 5. April 1965 seinen Sendebetrieb im Kieler Schloss auf. Im Dezember 2001 wurde es umbenannt in NDR Fernsehen.
Am 14. Juli 1977 kündigte der schleswig-holsteinische Ministerpräsident Gerhard Stoltenberg (CDU) vor dem schleswig-holsteinischen Landtag an, den NDR-Staatsvertrag kündigen zu wollen. Die tatsächliche Kündigung wurde am 9. Juni 1978 zum Jahresende 1980 ausgesprochen. Als Gründe nannte Stoltenberg u. a. die angeblich schwere Finanzkrise des Senders, und er beklagte eine Unterversorgung bei der regionalen Berichterstattung in Teilen des Sendegebietes, insbesondere in Schleswig-Holstein und Niedersachsen. Die Kündigung war aber auch durch die politische Ausrichtung einiger Sendungen des NDR motiviert. So störte sich Stoltenberg an der von ihm als „einseitig“ und „linkslastig“ angesehenen NDR-Berichterstattung, z. B. zu den Protesten gegen den Bau des Kernkraftwerks Brokdorf, u. a. in Sendebeiträgen des politischen Magazins Panorama im Herbst 1976. Eine durch das SPD-regierte Hamburg vor dem Verwaltungsgericht Hamburg erhobene Feststellungsklage gegen die Kündigung des Staatsvertrages wurde 1979 als unzulässig abgewiesen.
Zunächst war ungewiss, ob der NDR durch die Kündigung Schleswig-Holsteins aufgelöst sei oder von den verbliebenen Staatsvertragspartnern Hamburg und Niedersachsen bis zum regulären Ende der Geltungsdauer des Staatsvertrags am 31. Dezember 1985 fortgeführt werden könnte. Der damalige niedersächsische Ministerpräsident Ernst Albrecht (CDU) war wie Stoltenberg für die erste Interpretation. Er schlug eine Fortführung des NDR als Zwei-Länder-Anstalt zwischen Schleswig-Holstein und Niedersachsen oder alternativ die Einrichtung einer eigenen niedersächsischen Landesrundfunkanstalt „Radio Niedersachsen“ vor, wobei in Schleswig-Holstein dann, auch nach Auffassung Stoltenbergs, ebenfalls ein eigenes Pendant einzurichten sei. Diese Lösung wurde von Albrecht und Stoltenberg jedoch nur als Ultima Ratio neben der Fortführung des NDR als Drei-Länder-Anstalt mit Hamburg unter für sie verbesserten Rahmenbedingungen angesehen. Nach dem endgültigen Scheitern der Verhandlungen mit Hamburg am 7. November 1979 und nochmaligen Gesprächsversuchen am 5. Februar 1980 favorisierten beide Länder als Lösung die Fortführung des NDR als neue Zwei-Länder-Anstalt zwischen Schleswig-Holstein und Niedersachsen, wobei Hamburg eine eigene Landesrundfunkanstalt errichten sollte. Albrecht erhoffte sich damit auch die Möglichkeit, das sogenannte Rundfunkmonopol zu beseitigen, um die Einführung privater Hörfunk- und Fernsehprogramme speziell in Niedersachsen zu ermöglichen. Stoltenberg hoffte, durch eine veränderte Bestimmung über die Zusammensetzung der Aufsichtsgremien von Rundfunkrat und Verwaltungsrat die redaktionelle Ausgestaltung der Programme beeinflussen zu können. Durch eine neue Programmstruktur mit mehr Eigenverantwortung der Landesfunkhäuser sollten regionale Belange stärkere Berücksichtigung finden.

### Umstrukturierung des NDR ab 1980

Logo des NDR von 1980 bis 2000 mit dem Walross Antje

Niedersachsen und Schleswig-Holstein legten am 23. Januar 1980 den Entwurf für einen Staatsvertrag über den NDR als Zwei-Länder-Anstalt vor, der am 7. Februar 1980 von den beiden Ministerpräsidenten paraphiert und von der jeweiligen CDU-geführten Mehrheit der Landesparlamente in Kiel und in Hannover am 11. und 12. März 1980 in erster Lesung verabschiedet wurde. Aufgrund der von Niedersachsen vor dem Bundesverwaltungsgericht erhobenen Feststellungsklage stellte der 7. Senat des Bundesverwaltungsgerichts mit Urteil vom 28. Mai 1980 (Az.: BVerwG 7 A 2.79) unter Vorsitz seines damaligen Präsidenten Horst Sendler fest, dass es sich bei der von Schleswig-Holstein ausgesprochenen Kündigung des NDR-Staatsvertrages lediglich um eine zulässige Austrittskündigung und nicht um eine Auflösungskündigung gehandelt habe und der NDR von Niedersachsen und Hamburg somit als Zwei-Länder-Anstalt weiter bestehe und entsprechend bis zum Vertragsende fortzuführen sei. Für Hamburg bedeutete das Urteil im Wesentlichen eine Bestätigung der eigenen Rechtsauffassung, während Schleswig-Holstein und Niedersachsen mit ihren vorgetragenen Positionen unterlagen.
Nach dieser juristischen Entscheidung schwenkten die bisher zerstrittenen Vertragspartnerländer Schleswig-Holstein und Niedersachsen einerseits und Hamburg andererseits rasch ein und konnten sich im Juni 1980 auf Kompromissformeln für eine Fortführung des NDR als Drei-Länder-Anstalt einigen. Daraufhin wurde der NDR aufgrund eines neuen Staatsvertragsentwurfs der Länder Hamburg, Niedersachsen und Schleswig-Holstein durch dessen Paraphierung am 17. Juli 1980 und durch entsprechende Verabschiedung der formellen Begleitgesetze durch die Länderparlamente auf eine neue rechtliche Grundlage gestellt.
Wesentliche Kompromissformeln waren:
1. Hauptziel von Niedersachsen (Albrecht): Das bislang im Staatsvertrag festgeschriebene Rundfunkmonopol des NDR wurde bis 1983 befristet, um ab 1986 die Einrichtung privater Hörfunk- und Fernsehprogramme zu ermöglichen. Hamburg (damaliger Bürgermeister Hans-Ulrich Klose) konnte in diesem Zusammenhang erreichen, dass die Einführung privaten Hörfunks im Sendebereich des NDR erst nach einer längeren Übergangsfrist erfolgte.

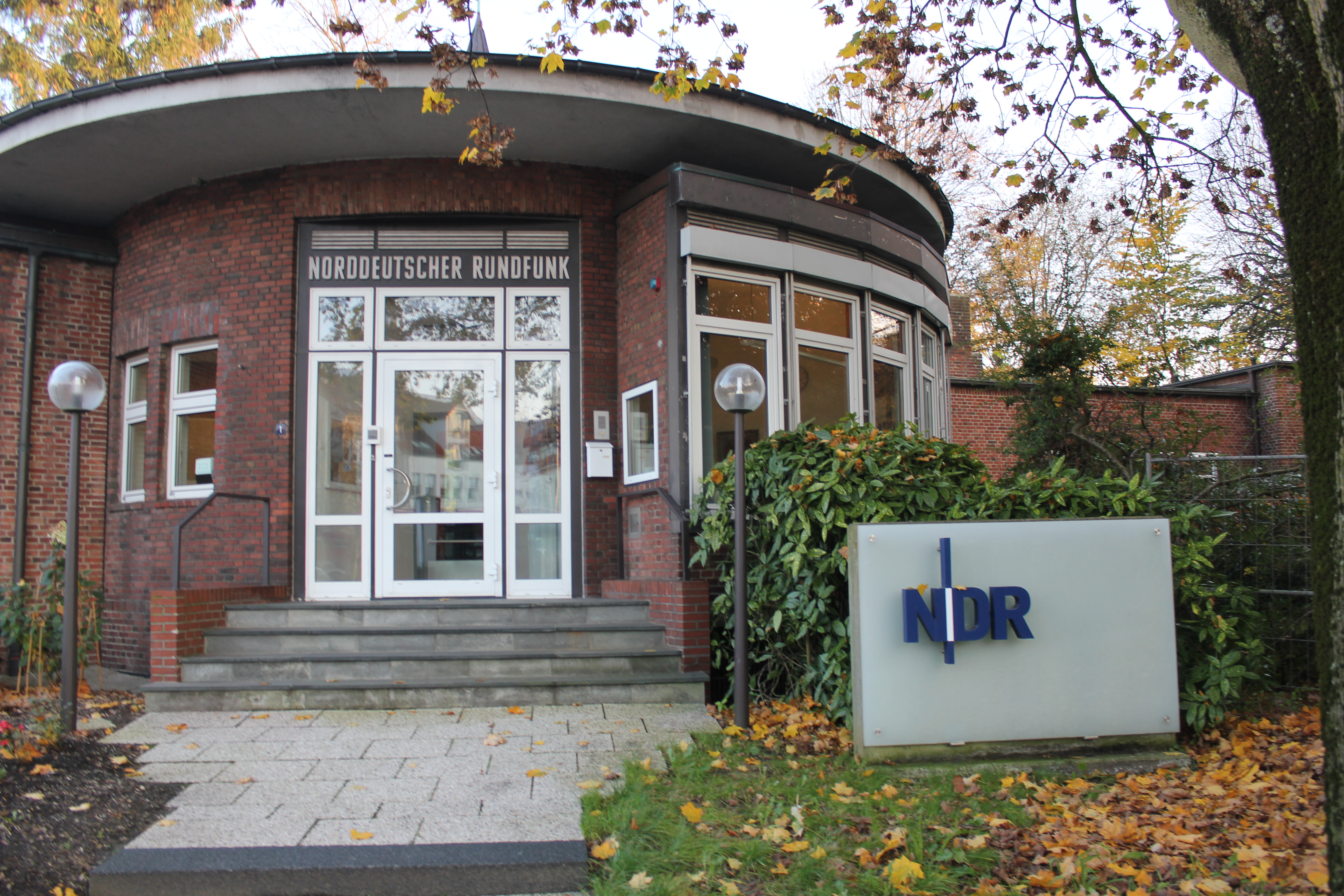
NDR-Studio in Flensburg

2. Hauptziel von Schleswig-Holstein (Stoltenberg) und Nebenziel von Niedersachsen (Albrecht): Die Programme wurden zum Teil im Hinblick auf eine Regionalisierung neu organisiert – vornehmlich durch Stärkung der Positionen der Landesfunkhäuser im Sendeverbund.NDR-Studio in Flensburg Dieser Umstand betraf im Hörfunk vornehmlich das bisherige Gemeinschaftsprogramm von NDR/WDR 1: Das Programm NDR 1 wurde in die drei eigenständigen Landesprogramme NDR 1 Niedersachsen (bis Anfang 2002 NDR 1 Radio Niedersachsen), NDR 1 Welle Nord und NDR 90,3 (bis 2. Dezember 2001 „NDR Hamburg-Welle 90,3“) aufgeteilt. NDR 2 und NDR 3 wurden im gesamten Sendegebiet als Popwelle bzw. Klassikwelle weitergeführt. Die drei Landesprogramme von NDR 1 nahmen am 2. Januar 1981 den Sendebetrieb auf und wurden Zug um Zug zu Vollprogrammen ausgebaut. Mehrmals täglich schalten sie sich zu regionalen Programmen auseinander. Dabei senden in NDR 1 Radio Niedersachsen die Regionalprogramme aus den Regionen Oldenburg/Ostfriesland/Bremen/Cuxhaven, Osnabrück/Emsland, Großraum Hannover, Braunschweig/Südniedersachsen und Nordostniedersachsen und in NDR 1 Welle Nord aus den Studios in Flensburg (NDR-Studio Flensburg), Heide, Norderstedt, Lübeck und Kiel. Darüber hinaus war ein markantes Neuerungsmerkmal die Einführung von Rundfunkwerbung auf der Popwelle NDR 2, montags bis sonnabends im Tagesprogramm in Fünf-Minuten-Blöcken jeweils vor den Nachrichten, wobei die Nachrichtensendezeit entsprechend der Blockverschiebung von der halben auf die volle Stunde verlegt wurde.
Das NDR-Fernsehen erfuhr zunächst nur wenige entsprechende Veränderungen. In den Regionalfenstern des ARD-Gemeinschaftsprogramms in der Vorabendschiene erfolgte jedoch zum 30. September 1985 ebenfalls eine Regionalisierung mit der Einführung von zwanzigminütigen Regionalmagazinen anstelle der bisherigen abwechselnden, zentral verantworteten gesamtverbreiteten Regionalfenster mit dem Obertitel Nordschau mit unterschiedlichen Themenschwerpunkten, die von den jeweiligen Landesfunkhäusern eigenverantwortlich produziert und gestaltet wurden. Es entstanden die montags bis freitags von 19:25 Uhr bis 19:45 Uhr ausgestrahlten Regionalmagazine Schleswig-Holstein Magazin, Hamburger Journal (der Name existierte bereits vorher als freitägliche Unterrubrik der Nordschau) und Hallo Niedersachsen. Zum 4. Januar 1993 wurden die Regionalmagazine im Zuge einer Umgestaltung des ARD-Gemeinschaftsprogramms mit der Folge der Einführung auch eines einheitlichen Vorabendprogramms in das NDR-Fernsehvollprogramm integriert, auf eine halbe Stunde ausgedehnt und ab dem 7. März 1999 täglich, auch am Wochenende (bis auf Feiertage) ausgestrahlt – am Sonntag zunächst nur eine Viertelstunde von 19:45 Uhr bis 20:00 Uhr, ab dem 6. Januar 2002 auch wie sonst üblich eine halbe Stunde von 19:30 Uhr bis 20:00 Uhr. Im Zuge des Nordkettenprogramms mit integrierten Anteilen von Radio Bremen wurde auch dessen Regionalfenster Buten un binnen sukzessive ausgeweitet.
3. Hauptziel von Hamburg (Klose): Das Programmangebot des NDR wurde nicht eingeschränkt. Dem NDR verblieben alle Wellen und Frequenzen.

Am 30. September 1988 startete der NDR im Fernsehprogramm Nord 3 sein regionales Videotext-Angebot Nordtext, das seit 2. Dezember 2001 als NDR Text geführt wird. Das Angebot umfasst aktuelle Meldungen für das NDR-Sendegebiet und Bremen sowie Begleitinformationen zu Hörfunk und Fernsehen. Informationen über Programm-Angebote von Radio Bremen tragen den Titel radiobremen-text.
Am 1. Januar 1989 startete das Fernsehprogramm Nord 3 mit einer neuen Programmstruktur und neuem Sendeschema als sogenanntes Vollprogramm. Am 1. April 1989 begann das 4. Hörfunkprogramm NDR 4, später NDR 4 Info, das seit dem 2. Juni 1998 als reiner Nachrichtenkanal montags bis sonnabends von 06.00 Uhr bis ca. 20.00 Uhr im neuen Viertelstundenschema als NDR 4 info und seit dem 3. Juni 2002 als NDR Info ausgestrahlt wird.

### Entwicklung seit 1990
Zum 1. Januar 1992 wurde dem Norddeutschen Rundfunk gesetzlich der Auftrag erteilt, das Land Mecklenburg-Vorpommern mit öffentlich-rechtlichem Hörfunk und Fernsehen zu versorgen, bevor am 1. März 1992 der neue NDR-Staatsvertrag in Kraft trat. Das Land erhielt ein eigenes Landesprogramm NDR 1 Radio MV, das sich ebenso wie die anderen Landesprogramme mehrmals täglich zur regionalen Berichterstattung aus Schwerin, Rostock, Neubrandenburg und Greifswald auseinander schaltet. Im Oktober desselben Jahres schied der SFB aus dem dritten Fernsehprogramm N3 aus, um sein eigenständiges Berliner Programm „B1“ (später SFB 1) auszustrahlen.
Am 4. April 1994 startete der NDR für 14- bis 19-jährige Hörer das Jugendprogramm N-Joy, das bis 2001 unter der Bezeichnung N-Joy Radio geführt wurde.
Am 3. Oktober 1997 ging NDR 3 im neu gegründeten Programm Radio 3 auf, das in Kooperation mit dem Ostdeutschen Rundfunk Brandenburg (früheres ORB-Programm Radio Brandenburg) und bis Ende 2000 auch mit dem Sender Freies Berlin (früheres Programm SFB 3) veranstaltet wurde und bis 31. Dezember 2002 sendete.
Als bislang letztes Hörfunkprogramm in der Programmgeschichte des NDR begann am 1. November 2001 das Nordwestradio, ein gemeinsames Hörfunkprogramm von Radio Bremen und NDR für das Land Bremen und den Nordwesten von Niedersachsen. In diesem Programm ging das bisherige 2. Hörfunkprogramm Radio Bremen 2 auf. Seit 2016 unterliegt es der Alleinregie von Radio Bremen.
Seit 1. Januar 2003 sendet der NDR mit dem Programm NDR Kultur als Nachfolgeprogramm von Radio 3 auch wieder ein von ihm allein gestaltetes Klassik- und Kulturprogramm. Die Bezeichnung Radio 3 gab es jedoch weiterhin bis zum 31. Dezember 2003. Es handelt sich nunmehr um ein Kulturprogramm des RBB, das teilweise auch Sendungen von NDR Kultur übernahm. Am 1. Januar 2004 ging dieses Programm im neuen RBB Kulturradio auf.
Seit dem 1. Mai 2012 strahlt der NDR auch in HD-Qualität im Simulcast-Verfahren.

### Intendanten des NDR und seiner Vorgängereinrichtungen
- 1924–1933: Hans Bodenstedt, Intendant der NORAG
- 1934–1945: Gustav Grupe, Intendant des Reichssenders Hamburg
- 1945–1947: Max Burghardt, Intendant von Radio Hamburg bzw. des NWDR
- 1947–1955: Hanns Hartmann, Intendant des NWDR
- 1955–1961: Walter Hilpert, Intendant des NDR
- 1961–1973: Gerhard Schröder
- 1974–1980: Martin Neuffer
- 1980–1987: Friedrich Wilhelm Räuker
- 1987–1991: Peter Schiwy
- 1991–2008: Jobst Plog
- 2008–2020: Lutz Marmor
- seit 13. Januar 2020: Joachim Knuth[30]

## Kritik

### Schleichwerbung
Im Juli 2005 wurde der Geschäftsführer des NDR-Tochterunternehmens Studio Hamburg, Frank Döhmann fristlos entlassen, weil er den Versuch unternommen hatte, für Werbung in einer bereits fertiggestellten Sendung nachträglich finanzielle Zuwendungen zu erlangen.

### Fälle von Bestechlichkeit
2009 berichtete die Süddeutsche Zeitung (SZ), dass Doris Heinze als Fernsehspielchefin des NDR jahrelang Verträge über die Drehbücher ihres Ehemannes und von sich selbst, die unter den Pseudonymen Niklas Becker und Marie Funder eingereicht worden waren, abgeschlossen und abgerechnet hatte. Der Kontakt lief über eine Anwaltskanzlei. Heinze wurde vom Landgericht Hamburg wegen Bestechlichkeit, Betrugs und Untreue rechtskräftig zu einer Gefängnisstrafe von einem Jahr und zehn Monaten auf Bewährung verurteilt, ihr Ehemann sowie eine Filmproduzentin erhielten Geldstrafen. Die Oberstaatsanwaltschaft sprach von einem „System der Selbstbedienung auf Kosten der Gebührenzahler“.
2010 wurde bekannt, dass ein Redakteur aus dem NDR-Landesfunkhaus Kiel gegen Provisionszahlungen Unternehmen und Verbänden zugesagt hatte, diesen Sendezeit zu verschaffen und sie im Programm zu platzieren. Er wurde 2016 vom Landgericht Kiel wegen Bestechlichkeit zu einer Freiheitsstrafe von zwei Jahren auf Bewährung verurteilt.

### Rückkauf gestohlener Kunst
Ende 2018 gab der NDR 20.000 Euro für den Rückkauf eines Nolde-Gemäldes aus, welches im Jahr 1979 mutmaßlich von einem eigenen Mitarbeiter gestohlen worden war. Das Bild ist ebenso wie ein weiterhin verschwundenes Aquarell desselben Künstlers Teil der Kunstsammlung des Senders. Aus rechtlichen Gründen war der Rückkauf nach Angaben des NDR die einzige Möglichkeit zur Wiedererlangung des Kunstwerkes.

### Falsche Doku
Der NDR publizierte 2020 den vermeintlichen Dokumentarfilm Lovemobil. In diesem stellte die Regisseurin Elke Lehrenkrauss zwei angebliche Prostituierte und ihre Lovemobil-Vermieterin vor. Der Film wurde mit dem Deutschen Dokumentarfilmpreis 2020 ausgezeichnet und war für den Deutschen Filmpreis 2020 und den Grimme-Preis nominiert. 2021 deckte das NDR-eigene Rechercheteam STRG F auf, dass es sich bei den Protagonistinnen nicht um Prostituierte handelte, sondern um Schauspielerinnen. Auch Szenen mit vermeintlichen Freiern waren gestellt, obwohl der Film klar als (reiner) Dokumentarfilm vermarktet worden war.
Der NDR distanzierte sich von der Sendung und entfernte sie aus der Mediathek. Der Sender gab an, von der Regisseurin „getäuscht“ worden zu sein und gelobte, für die Zukunft „bessere Wege [zu] finden, wie wir uns vor solchen Irreführungen schützen“ können. Betreuender Redakteur beim NDR war Timo Großpietsch. Lehrenkrauss’ frühere Dozentin an der Kunsthochschule für Medien Köln, Sabine Rollberg, bezeichnete es als „schäbig“, dass sich die beim NDR für den Film Lovemobil Verantwortlichen in der Öffentlichkeit als Opfer der Autorin darstellten.

### Vorwurf der politischen Einflussnahme im NDR-Funkhaus Schleswig-Holstein
Ende August 2022 veröffentlichte Business Insider einen internen Bericht aus dem September 2021 in dem Redakteure von einem „politischen Filter“ und einer „Klima der Angst“ im NDR-Funkhaus Schleswig-Holstein berichteten. „Berichterstattung werde teilweise verhindert und kritische Informationen heruntergespielt“ und „Autoren würden abgezogen und Beiträge in den Abnahmen massiv verändert.“ Leitende Mitarbeiter agierten wie „Pressesprecher der Ministerien“ in Kiel. In einem Brief forderten 72 NDR-Mitarbeiter eine Aufklärung der Sachverhalte. Der Chefredakteur des NDR-Funkhauses Schleswig-Holstein, Norbert Lorentzen, und die Politikchefin Julia Stein wurden kurz darauf bis auf Weiteres von ihren Aufgaben entbunden.
Der Landesrundfunkrat traf sich am 29. August 2022 zu einer nicht öffentlichen Sondersitzung unter der Leitung von Laura Pooth und beschloss, die Vorwürfe zu untersuchen.
Am 27. September 2022 veröffentlichte der NDR einen Bericht, wonach interne Untersuchungen ergeben hätten, dass es keinen „politischen Filter“ im Landesfunkhaus Schleswig-Holstein gegeben habe.

### Filzvorwurf gegen Direktorin des NDR-Funkhauses Hamburg
Anfang September 2022 wurden Filzvorwürfe gegen die Direktorin des NDR-Funkhauses Hamburg Sabine Rossbach bekannt. Ihre Tochter Anna Hesse ist Inhaberin der PR-Agentur Hesse und Hallermann und diese konnte zwischen 2014 und 2019 zahlreiche Kunden in unterschiedlichen Sendungen des NDR „unterbringen“. Rossbach persönlich ermunterte NDR-Journalisten zu VIP-Veranstaltungen und öffentlichen Anlässen von Kunden der PR-Agentur ihrer Tochter zu gehen. Dieter Petereit, der Ehemann von Rossbach, hat seit 2018 einen Beratervertrag als Musikberater für bis zu 50.000 Euro im Jahr bei der Regionalwelle Niedersachsen des NDR. Die jüngere Tochter bekam bei NDR Kultur vor einigen Jahren eine der seltenen festen Stellen, damalige Programmchefin von NDR-Kultur war Barbara Mirow. Zur selben Zeit bekam eine Hamburger Produktionsfirma, welche die Tochter Mirows leitet, eine Auftrag für eine Serie „Hunde in Hamburg“ von Rossbach persönlich.

### Tatort „Reifezeugnis“: Nacktszenen mit minderjähriger Schauspielerin
Im Februar 2024 berichtete der Spiegel, dass die Schauspielerin Nastassja Kinski erreichen wolle, dass der NDR Nacktszenen mit ihr im bekannten Tatort „Reifezeugnis“ nicht mehr ausstrahlt. Kinski war 15, als der NDR die Nacktszenen mit ihr drehen ließ. Nastassja Kinski sei damals faktisch ohne Begleitung am Set gewesen, als die Szenen gedreht wurden, wird Kinskis Anwalt Christian Schertz zitiert. Eine rechtswirksame Einwilligung als Minderjährige sei damit „denklogisch ausgeschlossen“ gewesen. Unabhängig davon habe Schertz im Namen von Frau Kinski für die Zukunft eine Einwilligung widerrufen. NDR-Fernsehfilm-Chef Christian Granderath wird in einem Text auf der Website des NDR zum Film so zitiert: „Reifezeugnis mit Nastassja Kinski war in den Siebzigern eine sexuelle Initiation für sehr viele männliche Jugendliche. Auch deswegen ist dieser Tatort zur Legende geworden.“ Am 22. Februar 2024 ergänzte der NDR das Zitat von Granderath um eine Einordnung: Das Zitat stelle eine zeitgeschichtliche Einordnung des Tatorts in die 70er Jahre und keine Bewertung dar. Seit der #MeToo-Debatte sei „die Sensibilität für derartige Fragen entsprechend größer und das ist richtig“.

### Abbruch einer Investigativrecherche
Anfang Dezember 2024 beschuldigte die französische Onlinezeitung Mediapart, der NDR hätte eine gemeinsame Recherche zu den finanziellen Hintergründen des Investigativnetzwerks Organized Crime and Corruption Reporting Project (OCCRP) vorzeitig abgebrochen, nachdem deren Direktor interveniert hatte. Die Programmleitung um Andreas Cichowicz, Adrian Feuerbacher und Juliane von Schwerin widersprachen dem Zensur-Vorwurf und kündigten Schritte zur Aufarbeitung der Vorwürfe an.